# بلو ماوند (کانزاس)
بلو ماوند (به انگلیسی: Blue Mound) شهری در ایالت کانزاس کشور ایالات متحده آمریکا است که جمعیت آن در سرشماری سال ۲۰۱۰ میلادی، ۲۷۵ نفر بوده‌است.